# Little Willie Littlefield
Pour les articles homonymes, voir Littlefield.
Willie Littlefield Jr., plus connu sous le nom de Little Willie Littlefield (16 septembre 1931 - 23 juin 2013) est un pianiste et chanteur américain de rhythm and blues et de boogie-woogie dont les premiers enregistrements « forment un maillon essentiel entre le boogie-woogie et le rock and roll ». Littlefield est à la fois considéré comme « une pépite adolescente » et « la sensation du moment » lorsqu'en 1949, à l'âge de 18 ans, il popularise le style de piano à base de triolets sur It's Midnight, son premier single chez Modern Records. Il enregistre également la première version de la chanson Kansas City (initialement publiée sous le nom de K.C. Lovin') en 1952.

## Carrière

### Jeunes années
Fils de Willie Littlefield Sr. et de Florence Flagg, Willie Jr. naît à El Campo, au Texas, et grandit à Houston avec sa mère. Sa grand-mère était une Amérindienne des Appalaches. Il découvre le gospel avec sa mère, le blues avec sa tante et la musique country avec ses grands-parents. En 1947, à l'âge de 16 ans, il est déjà une attraction locale dans de nombreux clubs de Dowling Street à Houston et enregistre pour Eddie Henry, un propriétaire de magasin de disques local qui dirige son propre label, Eddie's Records. Il forme son premier groupe avec le saxophoniste Don Wilkerson, un camarade d'école.
Littlefield est fortement influencé par le pianiste boogie-woogie Albert Ammons. Un de ses morceaux préférés est Swanee River Boogie, qu'il enregistre plus tard pour Eddie's Records. Les musiciens texans Charles Brown et Amos Milburn influencent également le style de Littlefield. Il apprend la plupart de leurs techniques et développe rapidement son propre style distinctif de triolets, qui est largement copié par les musiciens de R&B au début des années 1950, en particulier Fats Domino, qui l'incorpore dans son rhythm & blues de la Nouvelle-Orléans, et par tous les pianistes de rockabilly.
Son premier enregistrement, Little Willie's Boogie, est un succès au Texas en 1949 et le porte à l'attention de Jules Bihari, de Modern Records à Los Angeles, qui cherche alors un interprète pour rivaliser avec le succès d'Amos Milburn. Bihari s'envole pour Houston en juillet 1949 pour prospecter dans les lieux de divertissement afro-américains de la ville et entend parler d'un « jeune pianiste merveilleux » qui fait sensation à l'Eldorado Ballroom. Bihari va écouter Littlefield et organise rapidement une audition dans un studio local. La session est capturée sur un disque acétate, avec Bihari, clairement audible en arrière-plan, invitant Littlefield à jouer les airs R&B populaires du moment.

### Succès chez Modern Records
De retour chez Modern, il enregistre It's Midnight (No Place to Go), qui devient un hit national, atteignant le no 3 du classement Rhythm & Blues du magazine Billboard, et son successeur, Farewell, qui atteint le no 5. Il devient une attraction majeure des boîte de nuits et enregistre avec des musiciens de la côte ouest tels que Maxwell Davis. Don Wilkerson, le camarade de classe de Littlefield et le principal saxophoniste de son groupe, se rend également à Los Angeles, mais Amos Milburn le persuade rapidement de diriger son nouveau groupe d'accompagnement, les Aladdin Chickenshackers.
Modern réserve Littlefield pour trois sessions d'enregistrement en octobre 1949, suivies par d'autres sessions au cours des deux mois suivants à Radio Recorders à Hollywood. Au cours de ces trois mois seulement, plus de 22 faces sont gravées - une production inhabituelle par rapport à celle de la plupart des autres artistes, qui ne font en moyenne que deux sessions par an. Parmi les autres musiciens présents à ces sessions figurent les saxophonistes Maxwell Davis et Buddy Floyd, les guitaristes Chuck Norris et Johnny Moore, et les batteurs Al Wichard et Jessie Price. Un de ses enregistrements de 1950, Happy Pay Day, écrit par Jack Holmes, est ensuite réécrit par celui-ci, avec des paroles entièrement différentes, sous le titre The Blacksmith Blues, et devient un succès pour Ella Mae Morse.
En 1951, son duo avec Little Lora Wiggins, I've Been Lost, atteint le no 10 du classement R&B. Au cours de sa carrière, il a également l'occasion d'enregistrer avec Pee Wee Crayton, Little Esther, Jimmy Witherspoon ou Lil Greenwood.
En 1952, il rejoint Federal, une filiale de King Records. Sa première session pour le label produit KC Loving, écrit par Jerry Leiber et Mike Stoller et réenregistré plus tard par Wilbert Harrison sous le titre de Kansas City, puis Little Richard, The Beatles et beaucoup d'autres.
En 1957, Littlefield s'installe dans le nord de la Californie et continue à enregistrer pour le label Rhythm de Don Barksdale à San Francisco, pour lequel il produit le single Ruby, Ruby. L'enregistrement de Littlefield et ses sorties ultérieures ne sont pas couronnés de succès, mais il reste un artiste populaire dans les clubs de la région de San Francisco.
À la fin des années 1970, il effectue une tournée européenne avec succès, et s'installe aux Pays-Bas où il se marie, sortant un certain nombre d'albums de 1982 à la fin des années 1990 pour le label Oldie Blues de Martin van Olderen.
Au cinéma, Littlefield interprète son propre rôle dans la comédie australienne Love in Limbo (en) de David Elfick en 1993, dans laquelle joue aussi le jeune Russell Crowe.

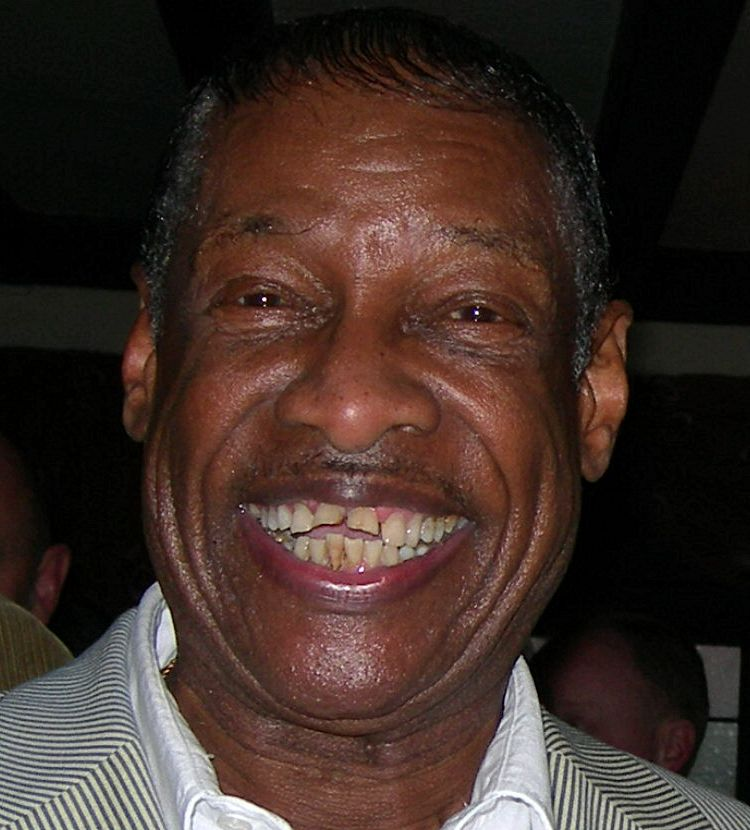
Little Willie Littlefield en Allemagne en 2006.

### Retraite et comeback
Après avoir tourné pendant plus de 50 ans, Littlefield s'arrête en 2000. Après une retraite de cinq ans dans son pays d’adoption, les Pays-Bas, il décide de jouer à nouveau, à partir de 2006, déclarant: « Je suis allé pêcher pendant cinq ans - maintenant je connais tous les harengs des Pays-Bas par leur nom - cela devient ennuyeux. Je me sens bien et je veux être de retour avec mon public ».
Dans ses dernières années, Littlefield continue à se produire occasionnellement, principalement dans des festivals, en particulier au Royaume-Uni. En 2008, il joue au 20e Blues Festival de Burnley, et au 5e festival annuel UK Boogie Woogie à Sturminster Newton dans le Dorset, en juillet 2009. Il joue au Shakedown Blues Club, au Castor Village Hall, près de Castor, Peterborough, en 2006 et refait une apparition en octobre 2010,.
Atteint d'un cancer, il meurt à son domicile de Voorthuizen, aux Pays-Bas, en 2013, à l'âge de 81 ans.

## Discographie sélective

### Singles
- 1948 : Little Willie's Boogie / My Best Wishes, Eddie's 1202 (78 tours)
- 1949 : What's the Use / Chicago Bound, Eddie's 1205 (78 t)
- mars 1949 : Littlefield Boogie (face B Sweet Ole Woman's Blues par Goree Carter), Freedom 1502 (78 t)
- 1949 : Boogie Woogie Playgirl / Swanee River (piano solo), Eddie's 1212 (78 t)
- 1949 : Midnight Whistle / It's Midnight, Modern 20-686 (78 t)
- 1949 : Drinkin' Hadacol / Farewell, Modern 20-709 (78 t)
- décembre 1949 : Come On Baby / Merry Christmas, Modern 20-716 (78 t)
- 1950 : The Moon Is Risin' / Frightened, Modern 20-726 (78 t)
- mars 1950 : Your Love Wasn't So / Rocking Chair Mama, Modern 20-729 (78 t)
- 1950 : Tell Me Baby / Why Leave Me All Alone, Modern 20-747 (78 t)
- 1950 : Cheerful Baby‘ / Happy Pay Day, Modern 20-754 (78 t)
- octobre 1950 : Trouble Around Me / Hit the Road, Modern 20-775 (78 t
- novembre 1950 : Ain't a Better Story Told / You Never Miss a Good Woman Till She's Gone, Modern 20-781 (78 t)
- décembre 1950 : Come On Baby / Merry Christmas, Modern 20-785 (78 t)
- 1951 : Once Was Lucky / I've Been Lost, Modern 20-801 (78 t)
- 1951 : Lump in My Throat / Mean, Mean Woman, Modern 837 (78 t)
- 1951 : Life of Trouble / Too Late for Me, Modern 854 (78 t
- 1952 : Sticking on You Baby / Blood Is Redder Than Wine, Federal 12101 (78 t, 45 t)
- novembre 1952 : K. C. Loving / Pleading at Midnight, Federal 12110 (78 t, 45 t)
- mars 1953 : Turn the Lamps Down Low, en duo avec Little Esther (face B par Little Esther), Federal 12115 (78 t, 45 t)
- 1953 : The Midnight Hour Was Shining / My Best Wishes and Regards, Federal 12137 (78 t, 45 t)
- 1953 : Rock a Bye Baby / Miss K. C.'s Fine, Federal 12148 (78 t, 45 t)
- janvier 1954 : Please Don't Go-o-o-o-oh / Don't Take My Heart Little Girl, Federal 12163 (78 t, 45 t)
- 1954 : Falling Tears / Goofy Dust Blues Federal 12174 (78 t, 45 t)
- 1955 : Jim Wilson's Boogie / Sitting on the Curbstone, Federal 12221 (78 t, 45 t)
- août 1957 : Mistreated / Baby Shame, Rhythm 107 (78 t, 45 t)
- décembre 1957 : Ruby-Ruby, with the Mondellos / Easy Go (instrumental), Rhythm 108 (45 t)
- 1958 : Theresa / The Day the Rains Came (instrumental), Rhythm 124 (45 t)
- 1958 : I Need a Payday / I Want a Little Girl, Rhythm 115 (45 t)
- avril 1959 : Kansas City [K. C. Loving] / The Midnight Hour Was Shining, Federal 12351 (45 t)
- 1959 : Goodbye Baby / I Wanna Love You, Rhythm 130 (45 t)
- 1975 : Mac's Old House / San Jose Express, Blues Connoisseur 1008 (45 t)
- 1976 : Willie's Blues / I'll Tell the World I Do, Blues Connoisseur 1011 (45 t)

### Albums
- 1980: Paris Streetlights, Paris Album PLB 2 28508 (enregistré 14 mai 1980); réédité en CD, 1996, EPM Blues Collection BC 157802[16],[17]
- 1982 : Houseparty, Oldie Blues OL 8003 (enr. juin 1982)
- 1983 : I'm in the Mood, Oldie Blues OL 8006
- 1985 : Happy Pay Day, Ace CH 150
- 1987 : Plays the Boogie Woogie, Schubert Records SCH-100 ; réédité en CD, 1992, Munich CMA CM 8013
- 1990 : Singalong with Little Willie Littlefield, Oldie Blues OLCD 7001 (enr. 1987)
- 1992 : ... Goes Rhythm 'n Blues, CMA Music CMA CM 10002
- 1993 : The Stars of Rhythm 'n Blues! CMA Music CMA CM 10007
- 1994 : Yellow Boogie & Blues, Oldie Blues OLCD 7006
- 1997 : The Red One, Oldie Blues OLCD 7005 (enr. juin 1997)
- 2006 : Little Willie Littlefield Live, Schubert Records SCH-205 (live en Allemagne, 20 avril 2006)
- 2008 : Old Time Feeling, Stormy Monday 81242[18]

### Compilations
- 1977 : K. C. Loving, K.C. 101 (LP)
- 1980 : Volume 1, Ace 10 CH 24 (78t, album 8 pistes)
- 1981 : Volume 2, Ace 10 CH 34 (78t, album 8 pistes)
- 1984 : Jump with Little Willie Littlefield, Ace CHD 114
- 1993 : I'm in the Mood, Oldie Blues OLCD 7002 (enr. 1982-1983)
- 1995 : Going Back to Kay Cee, Ace CDCHD 503
- 1999 : Kat on the Keys, Ace CDCHD 736
- 2005 : Boogie, Blues and Bounce: The Modern Recordings Volume 2, Ace CDCHD 1056